# Rejon Şamaxı
Rejon Şamaxı (azer. Şamaxı rayonu) – rejon we wschodnim Azerbejdżanie. Jego stolicą jest Şamaxı.